# 粟国村立粟国幼小中学校
粟国村立粟国幼小中学校（あぐにそんりつ あぐにようしょうちゅうがっこう）は、沖縄県島尻郡粟国村にある公立の学校である。

## 概要
- 本校は、幼小中一貫教育を行っていないが、幼稚園・小学校・中学校一体型の施設である。

## 沿革
- 1898年（明治31年） - 粟国尋常小学校として、小学校が開校。児童数は、35名だった。
- 1916年（大正5年） - 新小学校令により、高等科を併置、粟国尋常高等小学校と改称。
- 1938年（昭和13年） - 校舎が、瓦葺校舎となる。
- 1941年（昭和16年） - 国民学校令により、粟国国民学校と改称。
- 1948年（昭和23年） - 学制改革により、粟国初等学校と改称。同時に、粟国中等学校開校。
- 1968年（昭和43年） - 小中学校の校地を拡張し、運動場ができる。
- 1972年（昭和47年）5月15日  - 沖縄の本土復帰により、粟国村立粟国小学校・粟国村立粟国中学校と改称。
- 1973年（昭和48年）4月[1] - 粟国村立幼稚園開園。
- 1998年（平成10年）4月17日 - 小学校創立100周年・中学校創立50周年記念として、校歌の一節にある「勤勉進取」を校訓と定める。

## 通学区域
- 粟国村全域

## 周辺
- 沖縄県道185号粟国港線
- 離島振興総合センター
- 粟国村役場
- 島あしび館

## アクセス
- 粟国村役場から、約410m、徒歩で約6分・車で約1分。
- 粟国港フェリーターミナルから、
  - 村営コミュニティバス『アニー号』で、3～4分。
  - 徒歩で約565m・約9分（最短距離移動した場合）。
  - 車で約635m・1～2分。
- 粟国空港から、約1.7km、徒歩で約25分・車で約3分。
- なお、村営コミュニティバス『アニー号』は、片方向の運行の為、学校からフェリーターミナルまでと、空港及び役場から学校までは、徒歩移動が早い。